# بابلی سیلان
بابلی سیلان (نام علمی: Babylonia zeylanica) نام یک گونه از سرده بابلی‌ها است.
سیلان نام قدیم سری‌لانکا است.